# Daniel Campbell (homme politique canadien)
Pour les articles homonymes, voir Daniel Campbell et Campbell.
Daniel Robert John Campbell (22 janvier 1926-5 avril 1992) est un homme politique canadien de la Colombie-Britannique. Il est député provincial créditiste de la circonscription britanno-colombienne de Comox de 1956 à 1972. Il est ministre des Affaires municipales dans le cabinet du premier ministre W. A. C. Bennett,,. 